# Riesa
Riesa település Németországban, azon belül Szászország tartományban. Lakosainak száma 29 127 fő (2023. december 31.). Riesa Stauchitz és Hirschstein községekkel határos.

## Népesség
A település népességének változása:
| Lakosok száma | 30 392 | 30 054 | 28 850 | 29 076 | 29 127 |
|               | 2017   | 2019   | 2021   | 2022   | 2023   |